# 正義のシンボル コンドールマン
『正義のシンボル コンドールマン』（せいぎのシンボル コンドールマン）は、1975年3月31日から同年9月22日までNET（現・テレビ朝日）系で、毎週月曜日19:30 - 20:00に全24話が放送された特撮テレビ番組、および作品内に登場するヒーローの名称。

## 番組名
映像上のタイトルは「コンドールマン」であるが、以下のものには小さく「正義のシンボル」の文字が加えられている。
- 第2回以降本放送時のアイキャッチの画面[1]
- 放映当時発売された主題歌のシングルレコード
- 朝日ソノラマから出版されたサンコミックス[2]
- 1987年に東映から発売されたビデオ

## ストーリー
平和活動を生業とする青年・三矢一心は、人間の悪の心から発生したモンスター一族に襲われ命を失うが、タバ老人の導きによって伝説のドラゴンコンドルの魂と一体化し「コンドールマン」となって復活する。人間の悪の心を利用し世界征服を画策するモンスター一族に立ち向かうコンドールマンと心ある人たちの戦いを描く。

## 概要
『アラーの使者』以来15年ぶりとなる東映制作・川内康範原作のヒーロー作品。
『愛の戦士レインボーマン』、『ダイヤモンド・アイ』と並んで「川内ヒーロー3部作」と呼ばれているが、本作品のみ製作会社（前2作は東宝）が異なる。東映に変わったことにより『仮面ライダー』に代表される東映変身ヒーローのテイストが盛り込まれ、モンスター一族のコミカルな描写、コンドールマンとともに戦う仲間たちの存在など、痛快明朗な活劇になった。そのうえ、『七色仮面』や『アラーの使者』、さらに劇場版『月光仮面』といった東映製作の川内康範作品のテイストも加わっている。しかし、「人間誰しも欲望や悪の心を秘めていて、それに打ち勝つ強い正義の心を養わねばならない」という作者である川内の強いメッセージはしっかりとドラマの中で生かされ、最後まで全うされた。日本を食料不足に追い込む「日本ハンガー作戦」など、敵側が現実的な作戦を行うのは前2作と共通している。メインライターである伊東恒久は、製作が東映に変わったことについて「現場的には大きな違いはなかったと思う。予算的にも頑張っていたし、東映という会社は何でもありという風潮だった」と述べている。
本作では原則として各話で完結して終わるのではなく、多くの場合「コンドールマンのピンチ」で次回に続くという形となる。
平山亨によれば、本作品は川内がNETの社長室を訪問して、直接持ち込んだ企画とのこと。

## 登場人物

### コンドールマンと彼を支える人たち
コンドールマン
演 - 佐藤仁哉、益田哲夫、高橋健二（スタント）
一心に守られた卵から生まれたゴールデンコンドルの闘志と、死んだ一心の正義の心、ドラゴンコンドルの鋼の身体が一つとなって誕生した合成鳥人。普段は一心の姿に化身してモンスター一族の動向を探り、戦闘時に羽根型の道具をかざして元の姿に戻る。全身が白装束でマントと目出しマスク姿。頭部には変身に使った羽根型のシンボルが輝く。白いマントの裏地は赤。ブーツは黄色。ベルトにはコンドルの頭部を象った黄金のバックルがある。
人間に化けたモンスターの正体を暴くコンドールアイや、大岩をも砕くコンドールキック、敵を真っ二つに切り裂く手刀コンドールカット、強風を起こして敵を吹き飛ばすコンドールハリケーン、猛禽型バックルの口から発射する、ショックパンチやコンドールミサイルなどの多彩な技や特殊能力を使う。必殺技は三角蹴りのように壁などを蹴って敵にキックをみまうスリークッションキック。エネルギー源は太陽の光。
ストーリー前半では「合成鳥人」という名称とは裏腹に空を飛べないことが弱点だったが、戦いの激化とともに新たな能力を身につけていく。終盤ではコンドールマンの姿で飛行するコンドールフライを会得した。愛車はマッハコンドル。
- マスクから顔が見えることからアップでは佐藤本人がスーツに入り演技している。

ゴールデンコンドル
ドラゴンコンドルが産んだ卵から生まれた怪鳥。タバ老人の導きで一心の遺骨と合体しコンドールマンとなった。8話にてレッドバットン率いる飛行モンスターに苦戦するコンドールマンは、人・地・天の修行を行い、ゴールデンコンドルへの三段化身を会得。「ゴールデンコンドル！」の掛け声とともに、コンドールマンの10倍の能力を持つゴールデンコンドルに化身する。特殊能力は両眼から放つ摂氏3000度の高熱ビーム・ゴールデンビーム、強風を起こすゴールデンタイフーンなど。
- デザインモチーフは神輿飾りの鳳凰。

ドラゴンコンドル
第22話でモンスター一族の最高幹部（ゴミゴン、スモッグトン、ヘドロンガー）を倒すため、コンドールマンは噴火口の中に飛び込むという荒行で四段化身を会得。コンドールマンの100倍の能力を持つ不死鳥ドラゴンコンドルに化身できるようになった。特殊能力は口から吐くドラゴンファイヤー、敵の弱点を見破るドラゴンアイなど。
三矢 一心
演 - 佐藤仁哉
国際平和運動グループ（現在で言う国際NGO）「世界の旗」の一員。国連事務局次長・キムトン（演 - 片山滉）を暗殺した国際テロ団を追ってアメリカのネバダ州の死の谷にまでやって来るが、テロ団を影から操っていたモンスター一族の攻撃を受けて逃走。その途中、重傷を負った古代ムー帝国の守護神ドラゴンコンドル（声 - 岩名雅記）を発見。その卵を護ってモンスター一族サドラーの機銃掃射の前に倒れた。彼の遺骨の一部はタバ老人によってコンドールマン誕生の材料となった。
全編通じて登場する一心は、コンドールマンの力を得たことで蘇生したのではなく、彼の遺骨とゴールデンコンドルとの融合体であるコンドールマンの普段時の仮の姿である。よって一心自身の一切の記憶はなく正確には「コンドールマンが一心に化身している」という形になる。そのため他者からも一心は既に死んでいて（墓もある）「一心と姿が似ている別人」として見られているも、自身が何者かを語ることはなかったため、別人だと理解されながらも三矢家などの関係人物からは「一心」「一心さん」などと呼ばれる。
一心の姿でもある程度の超能力が使え、テレビを見ていた一心がテレビカメラに映っていたゼニクレージーに対してコンドールアイを使うとテレビカメラの前にいたゼニクレージーに効いてしまう場面がある。
タバ老人
演 - 井上昭文
古代ムー帝国の呪術師の末裔。コンドールマンの師として彼を助ける。
三矢 源太郎
演 - 多々良純
一心の父。三矢食料品店の店主。コンドールマンが化身した一心を、死んだ息子にそっくりな人物として慕っている。食糧不足の原因は金満商事による一方的な買占めだと、たびたび抗議行動に出て、モンスターから命を狙われる。
三矢 たみ子
演 - 星美智子
一心の母。夫と共に、度々モンスターに捕らわれて人質にされる場面も多い。
三矢 まこと
演 - 香山リカ
一心の姪。堅介・陽子夫婦の一人娘で、コンドールマンの私設少年応援団「コンドールJr.」のリーダー。再び現れた一心を、亡くなった一心とは別人だと三矢家の中で最初に気づいた。
三矢 堅介
演 - 池田駿介
陽子の夫で一心の義理の兄。毎朝新聞の記者で、モンスター一族が起こした事件を追う。
岩田 石松
演 - 山田きよし
三矢食料品店の店員。一心の弟分。一心のことを親しみを込めて、兄貴と呼んでいる。モンスターに人質にされる足手まといな印象もあるが、第13話で源太郎と共に魔人コンバットを倒したこともある。
三矢 陽子
演 - 木島幸
一心の姉。
寺田 さゆり
演 - 岡本茉利
一心の恋人。死んだ一心とそっくりなもう一人の一心（コンドールマン）の出現に動揺する。次郎（演 - 坂本香）という弟がいたが、第16話でモンスター一族に殺された。
大前田 マキ
演 - 松井紀美江
毎朝新聞の女カメラマン。堅介と一緒にスクープを追っている。
コンドールJr.
演 - 中野宣之（一郎）、脇谷透（幸太）、橋口弘（健一）、清水大介（勇）、寺島宏明（康夫）、武田芳和（宏）、小池朱実（あけみ）
第6話で結成されたコンドールマンの私設応援団。純真な少年少女で構成されている。モンスターの発生を防ぐため、街の掃除などの公共ボランティアも行う。

### モンスター一族
人間の欲望から生まれた怪物集団。ニューヨークのエンパイヤーステートビルを本拠地としている。多くのモンスターは背広、軍服、白衣、民族衣装など、人間と同じコスチュームをまとっており、そのモンスターの特徴を際立たせている。人間と同じコスチュームで着飾っていないモンスターは、ゴミゴンを除きマントを羽織っている。挨拶や了解の意を示すときに右掌を腰のあたりで前に向け「ハ〜ルマゲドン」と発声する。
コンドールマンに倒されるとモンスターの本体を見せる。
キングモンスター
声 - 飯塚昭三
モンスター一族の帝王で、配下のモンスターを日本に送り込む。二本の角と青、赤、黄色の3つの顔を持ち、青い顔が正面を向いており額に第三の眼がありこれだけがいつも開いている。人間と同じ位置にある両眼はふだんは閉じたままである。また左右の赤と黄の顔は半面しかない。さらに顔から下は黒いマントにすっぽり覆われており、手足があるかどうかすら見えない(最終回でコンドールマンが体当たりしてもすり抜けてしまった)。強大な魔力を誇り、ドラゴンコンドルの攻撃を一撃の下に跳ね返した。ヘドロンガー死亡後に全てのモンスターの配下を失った事実を明かしたが、コンドールマンが額のシンボルを第三の目に突きさすと、新たなモンスターを引き連れて再び現れることを予告して、コンドールマンの目前より去った。
マッドサイエンダー
演 - 花巻五郎
モンスター一族の科学者で、常に白衣を着ている。額が突き出した頭の左側にぜんまいばねを巻くネジを備えており、これを回して知力を高め新型中性子爆弾やマッドX、マッドヘドロなど大量殺人兵器の研究開発を行う。頭のネジを回すと鐘の音が鳴る。口癖は「頭に撚りをかけまして」。
パラソルロケットにまたがって飛行することができるほか、少女のような人間態（三矢まことそっくりの姿）に化身することもできる。モンスター態は演者の花巻が素面の顔出しで演じた。
最終回にコンドールサンダーであっさり倒され、機械人形の正体をさらした。
サタンガメツク
演 - 天草四郎
日本全土から食糧を奪う「日本ハンガー作戦」の指揮官。金満商事KKの社長・金満福太郎に化身して食糧の買い占めの指揮を執る。名前の通りがめつく、使用する銃弾の数さえも節約する。頭部の二本の腕で通信などを行ない、格闘戦では腹から突出する「奥の手」を使う。第4話では第一次「ハンガー作戦」の最終段階として、自ら米・麦類の買い占めを行なった。第5話でコンドールマンにナイフを持った右腕を切断され、その腕を腹に投げつけられて倒される。その際にドロドロに溶けて地面に吸われる。その後幽霊となって仲間のモンスターに、空を飛べないというコンドールマンの弱点を伝えたが、キングモンスターからお前は地獄の門番をやっておけとつれなく命令される。
レッドバットン
演 - 一の瀬玲奈
モンスター一族の幹部候補生で、ゲムスラー（後述）の双子の妹。サタンガメツクの死後、日本に派遣された。モンスター態は一の瀬がペイントを施した顔出しで演じており、ショートカットの緑の髪に、腕にコウモリの翼を付けた赤いミニスカワンピース姿である。美しいものが好きで、自らも常に美しくあらんとしているが、モンスター態へ変化すると声はだみ声になる。またその性格ゆえ正反対の不潔なもの、醜いものが大好きな部下のゴキブラーとは常に反目しあっている。しかし仲間意識もあったようで、ゴキブラーが倒されたときはコンドールマンを「ゴキブラーの仇」と言って攻撃していた。自己顕示欲が強く、食料品を食品店に売った後にこれを強奪、義賊「紅コウモリ」を名乗ってその一部を人々に配り、食品店への客の不信感をつのる心理戦、紅コウモリ作戦を実行するが、真の目的は義賊紅コウモリとして己が世の人々から賞賛される点にあった。
普段は絶世の美女・ルイザ高倉に化身。かなりの強敵で、バラの花をあしらった金属製の手裏剣を武器に空を自由に駆け巡ってコンドールマンを苦しめるが、三段変身の術を会得しゴールデンコンドルに変化したコンドールマンと空中で激突。燃え尽きながら墜落死した。
- ひおあきらの漫画版ではレオナ高倉（ルイザとゲムスラーは登場しない）を名乗り、サラマンダーの秘書役。バラ爆弾や飛行しながらミサイルを放つ、バットミサイルなる技を使って、食料輸送列車や貨物船を次々と爆破する。途中、コンドールマンと戦って相打ちとなった後、互いの正体を知らぬうちに三矢一心と恋愛関係となるが、やはりゴールデンコンドルに敗れて死亡する。死に際に「人間に生まれたかった」と呟き、アニマルカンパニーの存在を一心に伝えた。

ゲムスラー
演 - 一の瀬玲奈
モンスター一族の幹部でキングモンスターの秘書を務める。レッドバットンの双子の姉。当初は女性・レオナ高倉の姿で、モンスター態も人間態の演者である一の瀬がペイントを施した顔出しで演じていたが、妹が倒された際にその怨みの魂が乗り移ってコウモリの翼を有する般若のような姿に変貌し、被り物で演じられるようになった（声も妹同様にだみ声となる）。
武器はヌンチャクで、レッドバットンの死後は彼女の用いていた魔力も使えるようになる（ただし、最期の戦いでコンドールマンにヌンチャクを奪われた）。
最期はコンドールミサイルの直撃で翼をもがれながらもマダム・バーベQと共にコンドールマンを抑え込むが、振り解かれた際に地面に叩きつけられたことで力尽き、老婆になり溶けてしまった。
ゼニクレージー
演 - 井上誠吾、声 - 和久井節緒 → 高桐真
その名の通り金の亡者。頭に巨大な金貨を装着し、顔も含め全身が真黄色で胸に青い大きな¥マーク、ベルトのバックルはがま口といういでたちである。食料大臣・黒井剛造（演 - 高桐真）に化身し、日本への食料輸入をストップさせようとした。上司であるサラマンダーに政治献金を無心する。命乞いをすると見せかけ、バックルから取り出して手にした札束から発射する冷凍噴射が武器。最後はコンドールマンの3クッションキックに敗れ、本体の手提げ金庫に戻る。
後述する幹部モンスター・ゴミゴン、スモッグトン、ヘドロンガーとともにオープニングタイトルにも登場し、エンディング主題歌でも歌われるなど、非常に目立つモンスターだが、モンスター一族での地位は低く、サラマンダーの配下の一人にすぎない。
- 第1話の誕生シーンは、脚本では、札束を抱え込んだ欲望人間の影から生まれる描写となっていたが変更された。
- ひおあきらの漫画版では黒井食料大臣として、機密である食糧輸送列車や食料輸送船の経路を知る立場を利用してレッドバットンに襲撃させる。買い占めた食料を外国へ横流しするなどの悪事を行うが、アニマルカンパニーに現れたコンドールマンのサイコウェーブにあっけなく倒される。人間態の姿は本編のJ・ゴードンに近い。

サラマンダー
演 - 大月ウルフ
モンスター一族の極東担当司令官。緑色のトカゲをモチーフとし、炎の柄の法被を着ている。敵であるコンドールマンに対しても、仲間のモンスターに対してもやたら虚勢を張るが、立場が悪くなると急にへりくだる姿勢を取る。J・ゴードンという男に化身し、レッドバットンに代わって日本ハンガー作戦の指揮をとる。腹部にある大蛇の頭のようなデベソから発する火炎放射でコンドールマンと戦うが、2度にわたって敗退し、最後はキングモンスターによって、逃げ込んだ極東支部の建物ごと爆破され、処刑された。
- ひおあきらの漫画版では商社アニマルカンパニーの社長。本拠地であるアニマルカンパニーを爆破され、コンドールマンと戦うが敗北する。人間態の姿は本編の黒井食料大臣に近い。

オイルスネーク
演 - 山本昌平
サラマンダーの後任として極東担当司令官となる。頭にシュマーグを付けたヘビ顔で、アラブの民族衣装をまとっている。ドバジャン国のアーブラ・ジャマ大使に化身し、日本全土の石油コンビナートを爆破し、日本の備蓄石油を空にする日本炎上作戦の指揮を執った。逃亡の際には、蛇に化身する。左手の給油ノズルから炎を出せるほかに、このノズルを通じて石油を吸引したり、逆に油を出せる。タンカーから逃亡する際、蛇の姿で海中を泳いでいるときにコンドールサンダーを落とされ倒された。
- 第1話の脚本では、石油コンビナートから現れる誕生シーンが存在したが、カットされた。
- ひおあきらの漫画版では「日本人の丸焼きを食いに来た」といって来日。アニマルカンパニー社内でコンドールマンと戦ったが、自分の火炎放射を弾き返されて引火炎上。アニマルカンパニーを道連れに自爆してしまった。

スモッグトン
演 - 岡部正純、声 - 名塚新也（第1話のみ）
モンスター一族三大幹部の一人。黒いソンブレロ帽を被り、肩掛けを下げたメキシコ風衣装をまとった頭蓋骨顔で、オープニングでは鼻腔にタバコを2本挿していた。帽子を取ると頭に煙突がそびえておりそこからスモッグを自由に出し入れするほか、自分の頭より大きなパイプも有しており、そこからも毒スモッグを吹き出す。自身の専用飛行船を有しており、それで自由に大空を移動する。普段は、パイプをくわえ黄色いフリルシャツを着込みジャケットを羽織ったヘビースモーカー、煙魔13世という男に化身。マッドサイエンダーの開発した毒ガスの素、マッドXを工場の煙突や自動車、タバコに仕込み、日本国中に人間を白骨化する猛毒ガス・デーモンスモッグを蔓延させ日本人皆殺しを企む。普段は三角フラスコに本体を隠し、分身を駆り出している。最後はドラゴンコンドルに三角フラスコを破壊されて倒された。
- ひおあきらの漫画版ではやはり倒されているが復活した。頭の煙突からスモッグカノンという射撃技を繰り出す。衣装はメキシコ風ではなく背広を着ている。

ゴミゴン
演 - 長谷川弘
モンスター一族三大幹部の一人。屑山という男に化身しホームレスを装いながらゴミを撒き散らす。ばら撒かれたゴミはアメーバゴミと化して、人間を呑み込もうと襲いかかる。何度倒されてもゴミに還って散らばるだけで、ゴミが集積すると再び蘇る不死身の再生能力を持つ。体内からゴミガスを出し、これで人間を分解してゴミと化し、そのゴミにモンスター液を垂らして大量のゴミモンスターを生み出す。炎が弱点で、最後はドラゴンコンドルのドラゴンファイヤーで丸焼きにされた。
- ひおあきらの漫画版では一度倒されているが復活を果たした。甦る度に強化されるらしく、コンドールアローをはじき返していた。

ヘドロンガー
声 - 和久井節緒
モンスター一族三大幹部の一人。修道服をまとい、ヘドロで半分溶けたような顔と手だけを表に出している。三大幹部で唯一化身能力を持たないため、公害研究所の北水博士（演 - 伊豆肇）に憑依する。さらに、超一流塾の塾長・東大卒（あずま・だいそつ）になりすまして人間の知能を高める裏で、悪の心を植えつけるマッドヘドロを仕込んだ「ネジ印学習ノート」を子供たちに配り、良心を失わせて手下にする。
最終作戦では、自身を使ったヘドロ津波を起こして日本を壊滅させようとしたが、ドラゴンコンドルに津波を押し戻され、コンドールマンへの呪詛を口にしながら倒されて土へと還る。
- ひおあきらの漫画版では復活したゴミゴン、スモッグトンと共にコンドールマンを追い詰めるが、ドラゴンコンドルに変身したコンドールマンが三体を道連れに火山島の噴火口へ飛び込まれて再び地獄へ落ちた。この時、出現したキングモンスターに「人間の醜い心がある限り、何度でも復活するから、お前たちはコンドールマンと共に死ね」と宣言される。

サドラー
演 - 西沢利明
英国紳士風のいでたちの鉄仮面で、いろいろな手段で人殺しを楽しむ殺し屋。戦闘機を駆って一心を殺害した。さらに、「日本ハンガー作戦」の第1弾として、砂糖・菓子類の買い占めを指揮した。武器はナイフと左腕からの溶解液。人間態での名は、ジョージ黒田。コンドールマンと最初に戦ったモンスターだが、コンドールハリケーンで空高く巻き上げられた後に地面に叩きつけられ、溶解液を口から噴き出して死亡。
後に地獄で永遠の苦しみを与えられている場面をキングモンスターに映し出され、「お前たちも失敗すれば、あれ以上の苦しみを味わうのだ」と他のモンスターを脅す材料にされている。
バーベQ
演 - 福山象三
養豚場のブタが変身して誕生した。デイヴ百貫という男に化身し、「ハンガー作戦」の第2弾として肉・魚貝類の買い占めを行なった。上着の裏に大量に仕込んだナイフやフォークを投げつけるほか、巨大なフォークを武器とし、そこからバーベQファイヤーを噴出する。最後はコンドールマンに倒されて豚の丸焼きの正体をさらした。
ダンガンマー
演 - 中田博久
機関銃を腕に仕込んだヒットマンで、猛毒を内蔵した黄金の弾丸を持つ。サタンガメツクから「ハンガー作戦」の第3弾として野菜・果物の買い占めを命じられた際には、ヒットマンとしてのプライドから涙ながらに不満をあらわにしたが、直後にサタンガメツクから「反抗する奴は殺しても構わん」と命じられると一転してほくそ笑む。人間態時には、死神四郎と名乗る。コンドールマンのスリークッションキックに敗れた後、本体であるライフル銃の銃弾に戻る。
ゴキブラー
演 - 団巌
ゴキブリのモンスター。五木（ごき）という男に変身するほか、小さいゴキブリにも化身できる。生ゴミなど不潔な物（失禁した子供の小便の臭いを嗅ぎ、「旨そうな臭いがするぞ」と言ったこともあった）が大好きで、美しいものが好きなレッドバットンとは対立。人間態のときですら、平気で残飯漁りをする。6話ではエンディングテーマ「ザ･モンスター」の替え歌を歌い、画面狭しと踊った。
空から爆竹弾でコンドールマンを襲う。飛行、変身能力のほか、武器として触覚をムチのように使う。最後はコンドールマンを絞首刑にしようとしたところ、片方の触角が岩に絡まって動けなくなってしまったことで逆に自分の首を刎ね飛ばされ、本体であるゴキブリに戻って爆死。
- ひおあきらの漫画版では一度倒されたが復活。食料輸送トラックを襲うが駆け付けたコンドールマンと戦い、斬り落とされたダブルバットの吸血手首が命中して、首筋から体液を噴き出しながら退場する（恐らく死亡だが、明確に倒される描写はない）。

ダブルバット
演 - 潮健志
モンスター貴族を名乗る、ドラキュラの又従兄弟の血筋。ダン阿久魔という名の人間態に化身するが、モンスター態も人間態の演者である潮がペイントを施した顔出しで演じている。右掌にある口で人間の血を吸うほか、ここからコウモリミサイルを発射する。モンスター態では藤色のガウンをまとっているため、一見すると女性のように見えるがれっきとした男性で、人間態でも紳士を装っている。
貴族を自称するだけあって気位が高く高慢で、自分を誰何したレッドバットン配下の魔人コンバットを「生意気だ」と吸血して（ダン曰く「不味い血だ」）殺してしまったり、下品な泥棒の真似なぞできないと言ってレッドバットンを怒らせる。コンドールマンに倒された後、本体であるシルクハットに戻った。
- ひおあきらの漫画版ではゴキブラーと共に食糧輸送トラックの襲撃犯。立ち向かう人間を吸血してミイラにしてしまうが、コンドールマンの来援に形勢は逆転。手首を斬り落とされた後にコンドールキックを食らって爆死する。

コインマー
演 - 二見忠男
「ケニヤの吐かせ屋」の別名を持つ拷問のプロ。オカマのサディストで、さらに金の亡者でもある。人間態でもモンスター態でも、パナマ帽をかぶりどじょう髭を生やしており、衣装も人間態とモンスター態で変化しない。名前の通りコインだけに関心があり、紙幣への執着をみせることはなかった。左手の馬蹄形磁石で集めたコインを食べる一方で、コイン爆弾とネクタイ爆弾を武器とする。アジト内の高圧電気柵に感電して死亡し、パナマ帽と大量のコインの正体をさらけだした。
マダム・バーベQ
演 - 大井小町
バーベQの妻で人間態での名前はダブ子百貫。人間態時はふくよかだが、正体を現すとスリムになる。モンスター態の顔は夫のそれにウィッグを被せ、どぎついアイシャドウと口紅を塗りたくった感じである。サラマンダー、ゲムスラーと組んで「トライアングル作戦」を敢行。亡き夫の敵を討つためコンドールマンをバーベQレンジに閉じ込め焼き殺そうとしたが、逆に己がそのレンジに閉じ込められ、爆死する。
ギラーメン
演 - 関山耕司
オイルスネークの部下で、拳銃と短刀が武器。赤いケピ帽をかぶり、軍服を着込んだ緑色の鬼の形相をしている。人間態であるドバジャン国の軍人、バッサン・ランマ大佐に化身する。
コンドールカットで一度、片腕を斬り落とされたがなぜか次話で復活している。コンドールマンに爆弾の起爆装置ごとタンカーから海へ投げ込まれ、海中で自爆して最期を迎える。
魔人コンバット
演 - ジャパン・アクション・クラブ
モンスター一族の戦闘員。赤と黄色の目出しマスクを被り、ナチス・ドイツ陸軍のヘルメットと軍服を着用。武器は銀色の小銃と手槍。人間態に化身して行動することも多い。人間態は鏡に映ると正体を現してしまう。倒されると黄色い液体を噴き出しながら空気の抜けた風船のように萎むか、逆に膨らんで音を立てて破裂してしまう。レッドバットン配下のコンバットは、赤と黒の全身タイツをまとい蝙蝠型のアイマスクを装着していた。
第1話など、味方の誤射などで度々犠牲になる他、実験台として消耗品のように使い捨てられることも多い。劇中、コンドールマンに殴られるとコミカルで間抜けな効果音を出す。
- ひおあきらの漫画版ではレッドバットン配下の者達は、軍服姿でパーソナルジェットを装備して飛行能力を獲得しており、空を飛ぶレッドバットンに追随可能。また、携帯ミサイルを持っており、これで日本へ向かう飛行中に遭遇したジャンボジェットを撃墜している。

ナレーター
羽佐間道夫

## マッハコンドル
コンドールマンの愛車。コンドルの嘴を思わせるノーズを持った、黄色い車体のオープンカー。バックナンバーは「マッハ 50-50」。後部のエアスタビライザーに付属するパラボラアンテナから吸収する太陽エネルギーが動力源。最高速度は時速1,200km。
ホバークラフトによって水上の走行も出来るが、空は飛べない。また設定では、ボンネットからのミサイルや、後部からのパラシュートなどといった武装が装備されていたが、劇中では使用されなかった。なお、ベースとなった車両は日産のSP311型ダットサン・フェアレディ1600であるが劇中での製作者は不明。
佐藤仁哉は、マッハコンドルのカースタントはすべて自分が担当したと証言している。車の先端が尖っており後部にも細かいパーツが付いていたため、駐車時の勘がつかみ辛かったという。

## スタッフ
後年ジャパンアクションエンタープライズ社長を務める金田治は、本作品で初めて擬斗を担当した。金田は殺陣をつけるのに無我夢中で後年のように作品の設定・世界観を考慮したり周囲の意見を取り入れることなどはできなかったが、同じ川内原作の『月光仮面』のイメージを指針としていたことを述べている。
- 企画 - 愛企画センター
- 原作 - 川内康範
- プロデューサー - 片岡政義 (NET) 、平山亨、井上雅央
- 監督 - まつしまみのる[注釈 2]、奥中惇夫、伊賀山正光
- 脚本 - 伊東恒久、山崎晴哉
- 音楽 - 鈴木邦彦
- 撮影 - 相原義晴
- 照明 - 石垣敏雄
- 録音 - 佐藤修一
- 美術 - 井上明
- 編集 - 松谷正雄、山口一喜
- 記録 - 石川和枝
- 計測 - 内田正司
- 効果 - 阿部作二
- 助監督 - 稲垣信明、服部和史
- 進行主任 - 藤田政男、武居勝彦、桐山勝
- 特撮 - 特撮研究所、中村英暉
- 選曲 - 石川孝
- 造形デザイン - 成田マキホ、平田昭吾
- 技斗 - 金田治（ジャパン・アクション・クラブ）
- 装置 - 紀和美建
- 装飾 - 装美社
- 現像 - 東映化学
- 製作 - NET、TTP

以下ノンクレジット。
- 特撮監督 - 矢島信男（特撮研究所）
- ドラゴンコンドル、ゴールデンコンドルデザイン - 米谷佳晃[14]

## 放送リスト
参照宇宙船SPECIAL 1998, p. 215
| 放映日  | 話数 | サブタイトル                      | 脚本     | 監督           |
| ------- | ---- | --------------------------------- | -------- | -------------- |
| 3月31日 | 1    | コンドールマン誕生                | 伊東恒久 | 松島稔         |
| 4月7日  | 2    | 吸血モンスターの挑戦              | 伊東恒久 | 松島稔         |
| 4月14日 | 3    | 殺しが命 ダンガンマー             | 伊東恒久 | 奥中惇夫       |
| 4月21日 | 4    | 輝け！ゴールデンコンドル          | 伊東恒久 | 奥中惇夫       |
| 4月28日 | 5    | 紅コウモリ現わる                  | 山崎晴哉 | 伊賀山正光     |
| 5月5日  | 6    | コンドール・ジュニア誕生          | 山崎晴哉 | 伊賀山正光     |
| 5月12日 | 7    | 怪！モンスター貴族                | 伊東恒久 | 奥中惇夫       |
| 5月19日 | 8    | やったぞ！3段化身                 | 伊東恒久 | 奥中惇夫       |
| 5月26日 | 9    | 恐怖の吐かせ屋！                  | 山崎晴哉 | 奥中惇夫       |
| 6月2日  | 10   | 海の罠・魔界島                    | 山崎晴哉 | 奥中惇夫       |
| 6月16日 | 11   | ゼニクレージー大反撃              | 伊東恒久 | まつしまみのる |
| 6月23日 | 12   | 魔のトライアングル作戦            | 山崎晴哉 | まつしまみのる |
| 6月30日 | 13   | 大血戦！モンスター砦              | 伊東恒久 | まつしまみのる |
| 7月7日  | 14   | モンスター一族大襲来!! （総集編） | 伊東恒久 | まつしまみのる |
| 7月14日 | 15   | 戦慄の日本炎上作戦                | 山崎晴哉 | 伊賀山正光     |
| 7月21日 | 16   | 絶体絶命！コンドールマン          | 山崎晴哉 | 伊賀山正光     |
| 8月4日  | 17   | 火の海を突破せよ!!                | 伊東恒久 | 伊賀山正光     |
| 8月11日 | 18   | 陸・海・空 3大モンスターの逆襲    | 伊東恒久 | 伊賀山正光     |
| 8月18日 | 19   | 死のモンスター工場                | 伊東恒久 | まつしまみのる |
| 8月25日 | 20   | 悪の空 デーモンスモッグ           | 伊東恒久 | まつしまみのる |
| 9月1日  | 21   | 悪魔の超一流塾                    | 山崎晴哉 | まつしまみのる |
| 9月8日  | 22   | 生か死か?! 4段化身                | 山崎晴哉 | 伊賀山正光     |
| 9月15日 | 23   | 大暴れ！ドラゴンコンドル          | 伊東恒久 | 伊賀山正光     |
| 9月22日 | 24   | 日本全滅?! キングモンスター       | 伊東恒久 | 伊賀山正光     |

- 6月9日はプロ野球中継「広島東洋×巨人」戦（19:30 - 20:55）のため休止。
- 7月28日は『'75ちびっこものまね夏の紅白歌合戦!!』（19:30 - 20:55）のため休止。

## 放送局
- NET（現・テレビ朝日）月曜 19:30 - 20:00
- 北海道テレビ：月曜 19:30 - 20:00[15]
- 秋田放送：月曜 17:30 - 18:00[16]
- 山形テレビ：木曜 17:30 - 17:58[17]
- 宮城テレビ：月曜 19:30 - 20:00[18]
- 福島中央テレビ：月曜 19:30 - 20:00[注釈 3][19]
- 新潟総合テレビ：月曜 17:20 - 17:50 [20]
- テレビ山梨（1976年に放送）：土曜 18:00 - 18:30（1976年5月 - 6月時点）[21] → 土曜　17:20 - 17:50（1976年8月時点）[22]
- 石川テレビ：火曜 18:00 - 18:30[23]
- 名古屋テレビ：月曜 19:30 - 20:00
- 朝日放送（現・朝日放送テレビ）：月曜 19:30 - 20:00
- 日本海テレビ：木曜 18:00 - 18:30[24]
- 瀬戸内海放送：月曜 19:30 - 20:00
- 広島ホームテレビ：月曜 19:30 - 20:00
- テレビ愛媛：土曜 17:25 - 17:55[25]（1975年9月まで）→ 土曜 朝7:30 - 8:00[26]（1975年10月から、数か月遅れネット）
- 高知放送：木曜 18:00 - 18:30[25]
- 九州朝日放送：月曜 19:30 - 20:00

## 主題歌
オープニングテーマ「コンドールマン」
作詞 - 川内康範 / 作曲 - 鈴木邦彦 / 編曲 - 小谷充 / 歌 - ヤング・フレッシュ
次回予告でも使用。第1話 - 第6話ではサビ部分のアレンジBGMが流されたが、第7話 - 第22話ではコンドールマンの「コンドールマンの歌を歌って、美しい日本を守ろう」の呼びかけとともに、その回と次回のハイライトシーンと共に1番が全て流された。最終話ではパターンは同じだが、途中でフェードアウトして終わった。
エンディングテーマ「ザ・モンスター」
作詞 - 川内康範 / 作曲 - 鈴木邦彦 / 編曲 - 小谷充 / 歌 - ベンさいとうとザ・モンスターズ
番組ではゼニクレージーを歌った1番のみが流れる。フルバージョンでは、2番はヘドロンガー、3番はゴミゴン。
歌詞はオープニングテーマもエンディングテーマも、ヒーローが守る人間側も汚れたものとして書かれている。レコード発売元はキャニオンレコード（現・ポニーキャニオン）。

## 漫画
- テレビランド[注釈 4] 1975年4月号 - 9月号 聖悠紀
- 週刊少年サンデー 1975年17号 - 41号 今道英治 ※絵物語
- 小学館の学習雑誌
  - 小学一年生 1975年4月号 - 9月号 馬場秀夫
  - 小学二年生 1975年4月号 - 5月号 内山まもる、8月号 かたおか徹治、9月号 内山まもる
  - 小学三年生 1975年4月号 - 9月号 かたおか徹治
  - 小学四年生 1975年4月号 - 9月号 たきぐちあきお
  - 小学五年生 1975年4月号 - 9月号 たきぐちあきを
  - 小学六年生 1975年4月号 - 9月号 滝口昭夫

- 朝日ソノラマ サンコミックス 全2巻 ひおあきら ※描きおろし

## 映像ソフト化
すべて東映ビデオより発売。
- ビデオ（セル・レンタル共通）は、1987年7月10日に1巻のみ発売された。第1話から第4話までを収録。
- 1999年7月21日 - 2000年3月21日にかけてLDが発売された[28][29]。全3巻の各2枚組で各巻8話収録。
- 2009年4月21日 - 5月21日にかけてDVDが発売された。全2巻の各2枚組で各巻12話収録。

## その他

### 米谷佳晃の参加
出典：米谷佳晃 2014
アートクリエイターの米谷佳晃は、2014年に発売された自著の中で自身がドラゴンコンドルとゴールデンコンドルのデザイン、コンドールマンのマスクの修正デザインを手掛けたことを明かしている。
ドラゴンコンドルとゴールデンコンドルのデザインは制作準備段階で原作者の川内康範からOKが出ず、米谷と共に『キカイダー01』に参加していた特撮監督の矢島信男を通して1975年1月に急遽米谷へ依頼が行われた。約1週間で仕上げられたデザインは川内の意に沿うものとなり採用されたが、提出と同日に完成したコンドールマンのスーツについて川内がマスクにインパクトが欠けると述べたため、これも米谷に依頼されスーツに直接修正指示が描かれた。
変則的な参加となった米谷に対し東映側からオールラッシュや撮影スケジュールなどの連絡はなく、造形の仕上がりについては放送で確認するしかなかったという。

### ネット配信
2016年12月から2017年3月まで、YouTubeの「東映特撮 YouTube Official」にて配信が行われた。

### CM
2019年にはNTTドコモCM・星プロシリーズでゼニクレージー（演：光石研）が登場するCMが放送。